# Juan Alfonso Valle
Pour les articles homonymes, voir Valle.
Juan Alfonso Valle (1905 – ?) était un footballeur péruvien qui jouait au poste de milieu de terrain.

## Biographie
Il a joué pendant sa carrière de club dans l'un des nombreux clubs de Lima, le Circolo Sportivo Italiano.
Sélectionné pour la Coupe du monde 1930 en Uruguay, il ne joue aucun des deux matchs de son pays.